# فوقاس (عائلة بيزنطية)

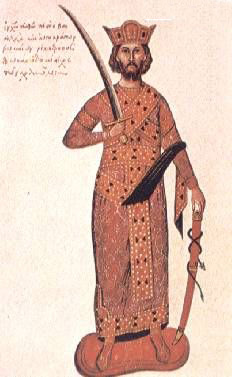

فوقاس ((باليونانية: Φωκᾶς)‏), تؤنث بـ فوقاسية (يونانية: Φώκαινα), كان اسم العشيرة الأرستقراطية البيزنطية من كابادوكيا، التي وفرت في القرنين التاسع والعاشر سلسلة من الجنرالات الرفيعي المستوى والإمبراطور، نقفور الثاني فوقاس (حكم 963-969). احتكر أعضاؤها وعملائها مواقع القيادة العليا للجيش البيزنطي في معظم القرن العاشر وقادوا الهجوم البيزنطي الناجح ضد العرب في الشرق. كواحدة من العائلات القيادية في الأرستقراطية العسكرية الأناضولية، كان الفوقاسيون أيضا متورطين في سلسلة من التمردات التي تدعي السلطة وتتحدى الأباطرة في القسطنطينية.تم كسر قوتهم في النهاية من قبل باسيل الثاني (حكم 976-1025)، وانخفضت أهمية الأسرة بعد القرن الحادي عشر.